# 고등법원 (영국)
영국고등법원은 런던에 한 곳만 설치되어 있는 영국상급법원의 하나이다.

## 한국과의 차이
한국고등법원은 광역자치단체 마다 별도로 설치되어 있으나, 영국고등법원은 런던에 딱 한 곳만 설치되어 있다. 영국고등법원장도 영국 전체에 1명이다. 2013년 10월 1일 존 토머스(John Thomas, Baron Thomas of Cwmgiedd)가 임명되었다.

## 법무사
영국고등법원판사는 원래는 최소한 10년 이상의 변호사(barrister) 경력을 요구했다. 보통 20년에서 30년의 변호사 경력이 요구되었다. 한국의 법무사에 해당하는 사무변호사(solicitor)는 단지 4명만이 배석판사(puisne judge)로 임명되었다. 1993년 Michael Sachs, 2000년 Lawrence Collins, 2004년 Henry Hodge, 2008년 Gary Hickinbottom

## 영국상급법원
영국상급법원은 영국항소법원(Court of Appeal), 영국고등법원(High Court), 영국형사법원(Crown Court)이 있다. 이들은 영국의 2심 재판을 담당한다. 영국항소법원은 역시 런던에 1개만 설치되어 있다. 38명의 고등법원판사들이 민사부와 형사부에서 항소사건을 재판한다. 영국형사법원은 전국 92개소에 설치되어 형사재판을 담당한다.
영국의 1심법원은 치안법원, 영국가정법원, 영국청소년법원, 영국카운티법원이 있다.
1심 법원과 2심 법원은 영국 법무부에 속해 있다. 3심재판은 영국 상원에 속해 있는 영국 대법원에서 재판한다.